# (23571) Zuaboni
(23571) Zuaboni est un astéroïde de la ceinture principale.

## Description
(23571) Zuaboni est un astéroïde de la ceinture principale. Il fut découvert le 1er janvier 1995 à Sormano par Marco Cavagna et Emanuela Galliani. Il présente une orbite caractérisée par un demi-grand axe de 2,58 UA, une excentricité de 0,13 et une inclinaison de 16,5° par rapport à l'écliptique.

## Compléments